# 霍洛皮奇
50°48′6″N 24°45′41″E / 50.80167°N 24.76139°E
霍洛皮奇（烏克蘭語：Холопичі），是烏克蘭的村落，位於該國西部沃倫州，由沃洛德米爾區負責管轄，始建於1451年，面積6.1平方公里，海拔高度215米，2001年人口703，人口密度每平方公里1.15人。